# Josep Lluís Abad i Bueno
Josep Lluís Abad i Bueno (Vall de Uxó, 30 de diciembre de 1959) es poeta y profesor de filosofía de educación secundaria español.
Se licenció en filosofía y ciencias de la educación por la Universidad de Valencia. Ha colaborado en la revista Lunas Rojas y ha cultivado la poesía y la narrativa. Miembro fundador de El Pont Cooperativa de Lletres, asociación formada por escritores de las comarcas de Castellón.

## Obras
Además de las siguientes obras publicadas, ha hecho varias colaboraciones poéticas a las antologías bilingües Caminos de la palabra publicadas en los años 1998, 2000 y 2002.

### Poesía
- Amor a contratiempo (1987)
- Núvols i draps (1992)
- Encenalls de la memòria (1993)
- Transparències (1994)
- Crisàlide d'esperança (1995)
- Passarel·la (1999)
- D'amors i d'altres constel·lacions (2002)
- L'amor, autoedició digital (2010)
- Llibre d'Aín (2011)[1]
- Petites postals per a Grupeco, autoedició digital (2017)
- Les meues dones, autoedició digital i impresa, (2018)
- Cartes a Irina, autoedició digital (2020)
- Petites necessitats, autoedició digital (2020).
- Flors d'aniversari, autoedició digital (2021).
- Lat: 39°54' 01:98'' N,  Long: 0° 20' 32,86" W, autoedició digital, (2023).

## Poemas musicados y en disco
- Transparències, autor música Artur Álvarez, lletra, Josep Lluís Abad, Col·lecció El Núvol Poètic, Disco completo.
- Fulles. Autor música Artur Álvarez, lletra, Josep Lluís Abad.
- És femenina la mar, disc La Mar, Artur Álvarez, Lletra Josep Lluís Abad.
- Lacònic, Autor música Artur Álvarez, lletra, Josep Lluís Abad.
- L'Alcalatén, Disc Arrels,  Intèrprets - Noèlia Llorens, música tradicional, Lletra, Josep Lluís Abad.

### Narrativa
- Cartes a la dona de la lluna nova (1987)
- La fàbrica (1989)

### Antologías
- «Honori García: el personatge, l’època i el centre: Tessel·les d’aniversari», Diversos autors. Serveis de Publicacions Diputació de Castelló, (1997).
- «Versos per a Marc», [Llibre col·lectiu]. València: Tàndem Edicions, (1999).
- «Poetas de la Plana», Biblioteca Ciudad de Castellón, (2000).
- «Racó de poesia», [Llibre col·lectiu]. València: Brosquil edicions, (2003).
- «67 poemes per l’Ovidi», [Llibre col·lectiu]. València: Brosquil edicions,(2008).
- «Caminos de la Palabra II – Max Aub y las vanguardias-», Pretextos (1999).
- «Caminos de la Palabra III -Max Aub y Luis Buñuel-», Pretextos (2000).
- «Caminos de la Palabra V -Canto gnóstico de Cristo-», Pretextos (2002).
- «Caminos de la Palabra VIII -De Max Aub al Quijote-», Pretextos (2005).
- «Caminos de la Palabra X -Max Aub y el amor-», Pretextos (2007).
- «For sale 0 50 veus de la terra», Edicions 96 (2010).
- Degoteig, (DD.AA) Poesia i imatge, 2018, Ajuntament de la Vall d'Uixó.
- El vers als llavis: Homenatge a Carles Salvador (DD.AA) EnKuadres editorial 2019.
- Uskut (Silenci), Edicions Trencatimons, Poetes &Cia, 2019, Ajuntament de la Vall d'Uixó, ISBN 978-84-89383-35-7.
- Estats d'excepció (DD. AA.) Edicions El Pont, 2020.
- Plogging, (DD.AA.), Trencatimons editors, Poetes & Cia, 2020.
- Fusteries del Pont, (DD.AA.), Edicions d'EL Pont de les lletres, 2022.
- El silenci, (DD.AA). Poetes &Cia, Trencatimons editors, 2022.
- La Tempesta contra les roques, Homenatge d'El Pont Cooperativa de Lletres a Albert García Pasqual,  Edicions El Pont 2023.
- Si fora una casa (DD.AA), 2ºnProjecte poètic 22/23 -- II època Selecció i edició Alfons Navarret.

## Premios
- 1987: Premio de poesía, Ciutat de La Vall.[2]
- 1992: Premio de poesía, Ciutat de La Vall.[2]
- 1993: Premio Ciutat de Vila-real de poesía por Transparències.
- 1993: Premio Les Nits Màgiques del Django's de poesía por Encenalls de la memòria.
- 1998: Premio Ciutat de Vila-real de poesía por Passarel·la.[3]
- 1999: Premio Ciutat de Vila-real de poesía.[2]
- 2000  Premio Ciutat de Vila-real de poesía por D’amors i d’altres constel·lacions.[3]
- 2010  Premio Poesía Flor Natural, Jocs Florals de Nules 2010 por Llibre d'Aín.[4]